# Autoserica loangoana
Autoserica loangoana är en skalbaggsart som beskrevs av Brenske 1902. Autoserica loangoana ingår i släktet Autoserica och familjen Melolonthidae. Inga underarter finns listade.